# Avatha tripunctata
Avatha tripunctata är en fjärilsart som beskrevs av Arnold Pagenstecher 1888. Avatha tripunctata ingår i släktet Avatha och familjen nattflyn. Inga underarter finns listade i Catalogue of Life.